# Filmes de 1957 da RKO Pictures

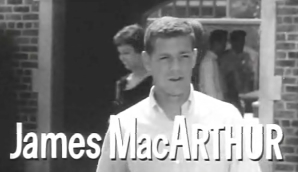
James MacArthur no trailer de The Young Stranger. O filme marca a estreia no cinema tanto do ator quanto também do diretor John Frankenheimer e é um dos melhores exemplos da década de 1950 sobre o conflito de gerações.

Em janeiro a RKO finalmente ruiu de vez. Toda a produção parou, a maioria dos empregados foi demitida e a Universal encarregou-se de distribuir os filmes ainda inéditos. "Uma fábrica de sonhos transformou-se em cidade fantasma", nas palavras dos historiadores Richard B. Jewell e Vernon Harbin.
Durante meses circularam rumores de que o estúdio se reergueria outra vez e passaria a financiar grandes produções europeias. Dizia-se também que o presidente Tom O'Neil estaria levantando empréstimos para reativar a produção. Afinal, ainda havia obras por terminar e compromissos importantes com algumas estrelas... Chegado o outono, porém, toda a esperança caiu por terra quando os equipamentos, construções e área física foram vendidos, por $6,150,000, à Desilu Productions, especialista em atrações para a televisão.
A RKO lançou 10 filmes em 1957, inclusive o longamente adiado Jet Pilot, cuja produção foi iniciada em 1949, na era Howard Hughes. Nenhum deles mereceu a atenção do Oscar.

## PrêmiosOscar
Trigésima cerimônia, com os filmes exibidos em Los Angeles no ano de 1957.
| Nenhuma produção recebeu quaisquer indicações |
| --------------------------------------------- |

## Os filmes do ano
| Título original     | Título PT/BR              | Título PT/PT           | Astros                          | Diretor                        |
| ------------------- | ------------------------- | ---------------------- | ------------------------------- | ------------------------------ |
| Cartouche           | Cartouche                 | O Fidalgo e a Cigana   | Richard Basehart, Patricia Roc  | Steve Sekely, Gianni Vernuccio |
| Escapade in Japan   | Torturados pela Angústia  | Aventura no Japão      | Teresa Wright, Cameron Mitchell | Arthur Lubin                   |
| Guilty?             |                           | Culpada?               | Lucien Callamand, Noël Darzal   | Edmond T. Gréville             |
| Jet Pilot           | Estradas do Inferno       | As Estradas do Inferno | John Wayne, Janet Leigh         | Josef von Sternberg            |
| Public Pigeon No. 1 | O Grande Vigarista        | Anjinho Público No. 1  | Red Skelton, Janet Blair        | Norman Z. McLeod               |
| Run of the Arrow    | Renegando o Meu Sangue    | A Flecha Sagrada       | Rod Steiger, Sara Montiel       | Samuel Fuller                  |
| That Night!         |                           |                        | John Beal, Augusta Dabney       | John Newland                   |
| The Unholy Wife     | A Vergonha de Ser Profana | A Leviana              | Diana Dors, Rod Steiger         | John Farrow                    |
| The Violators       |                           |                        | Arthur O'Connell, Nancy Malone  | John Newland                   |
| The Young Stranger  | No Labirinto do Vício     | Este É o Nosso Filho   | James MacArthur, Kim Hunter     | John Frankenheimer             |